# Juan Miguel Carmona
Juan Miguel Carmona (né en 1960) est un luthier espagnol spécialisé en guitares acoustiques (Classique ou Flamenca).
Né à Grenade en 1960, il a commencé son apprentissage à quatorze dans l’atelier de Manuel Lopez Bellido. Il a poursuivi sa formation avec Antonio Duran, et dans son atelier a rencontré Rafael Moreno et Antonio Reinoso, dans lequel il a trouvé son véritable maître. Il a également été influencé par Eduardo Ferrer Castillo et Francisco Manuel Diaz. A vingt-deux ans il a terminé sa formation et a créé son propre atelier dans sa ville natale, où il fait ses guitares de façon complètement artisanale.
Il a construit sa première guitare en 1977, sous la supervision de Rafael Moreno Rodriguez, qui est resté son maître et un modèle. Plus tard, ses intérêts professionnels l’ont amené à étudier les œuvres des maîtres de la guitare: Antonio de Torres, Jose Ramirez, Santos Hernandez, Marcelo Barbero et Miguel Rodriguez.